# Fußball-Weltmeisterschaft 2022/Saudi-Arabien
Dieser Artikel behandelt die Saudi-arabische Fußballnationalmannschaft bei der Fußball-Weltmeisterschaft 2022. Saudi-Arabien nahm zum sechsten Mal an der Endrunde teil. Nach einem Überraschungssieg gegen Südamerikameister Argentinien wurden die beiden folgenden Spiele gegen Polen und Mexiko verloren, so dass die Mannschaft als Gruppenletzter nach der Vorrunde ausschied.

## Qualifikation
Die Mannschaft qualifizierte sich über die Qualifikation des asiatischen Fußballverbandes AFC.

### Spiele
Saudi-Arabien, das seit Juli 2019 vom Franzosen Hervé Renard trainiert wird, musste in der Qualifikation erst in der zweiten Runde eingreifen. Gegner in der als Gruppenphase ausgetragenen Runde waren Usbekistan, Palästina, Singapur und der Jemen. Von den acht daraus entstandenen Begegnungen konnte Saudi-Arabien sechs gewinnen und spielte zweimal remis.
Als Gruppensieger qualifizierte sich Saudi-Arabien für die dritte Runde, die wieder als Gruppenphase stattfand. Hier trafen die Saudis auf Australien, Japan, den Oman, China und Vietnam. Von zehn Spielen verloren die Saudis nur das Spiel in Japan. Zudem spielten sie zweimal remis. Die direkte Qualifikation für die Endrunde gelang erst am vorletzten Spieltag durch das 1:1 gegen China. Durch einen 1:0-Sieg im letzten Spiel gegen Australien wurden sie dann noch Gruppensieger, da Japan gegen den Tabellenletzten Vietnam nur ein 1:1 erreichte.
Insgesamt wurden in den 18 Spielen 44 Spieler ein, von denen 15 auch im Kader für die Asienmeisterschaft 2019 standen. Kein Spieler kam in allen Spielen zum Einsatz. Die meisten Einsätze hatten Torhüter Mohammed Al-Owais und Yasser al-Shahrani (je 15), Kapitän Salman al-Faraj (14), Salem al-Dawsari, Abdulellah al-Malki, Fahad al-Muwallad und Saleh al-Shehri (je 13). 15 Spieler wurden in mindestens der Hälfte der Spiele eingesetzt. Debütanten waren Ali al-Hassan (6 Spiele) und Khalid al-Ghannam (2).
Beste Torschützen waren Salem al-Dawsari und Saleh al-Shehri mit je sieben Toren. Insgesamt steuerten 11 Saudis mindestens ein Tor zu den 34 geschossenen Toren bei. Ihre ersten Länderspieltore erzielten Abdulfattah Asiri (2), Ali al-Hassan (1) und Yasser al-Shahrani (1).

### Zweite Runde
| Datum        | Spielort      | Gastgeber     |   | Gast          | Ergebnis  | Torschützen für Saudi-Arabien                                                  |
| ------------ | ------------- | ------------- | - | ------------- | --------- | ------------------------------------------------------------------------------ |
| 10.09.2019   | Riffa (BHR) 1 | Jemen         | – | Saudi-Arabien | 2:2 (2:1) | Hattan Bahebri, Salem al-Dawsari                                               |
| 10.10.2019   | Buraida       | Saudi-Arabien | – | Singapur      | 3:0 (1:0) | Abdulfattah Asiri (2 2), Abdullah al-Hamdan                                    |
| 15.10.2019   | al-Ram        | Palästina     | – | Saudi-Arabien | 0:0       |                                                                                |
| 14.11.2019   | Taschkent     | Usbekistan    | – | Saudi-Arabien | 2:3 (1:1) | Salman al-Faraj (2), Salem al-Dawsari                                          |
| 30.03.2021 3 | Riad          | Saudi-Arabien | – | Palästina     | 5:0 (2:0) | Saleh al-Shehri (2), Salem al-Dawsari, Fahad al-Muwallad, Yasser al-Shahrani 2 |
| 05.06.2021 4 | Riad          | Saudi-Arabien | – | Jemen         | 3:0 (3:0) | Fahad al-Muwallad (2), Salem al-Dawsari                                        |
| 11.06.2021 5 | Riad (SAU)    | Singapur      | – | Saudi-Arabien | 0:3 (0:0) | Salem al-Dawsari, Fahad al-Muwallad, Saleh al-Shehri                           |
| 15.06.2021 6 | Riad          | Saudi-Arabien | – | Usbekistan    | 3:0 (2:0) | Salman al-Faraj (2), Ali al-Hassan 2                                           |

Anmerkungen

#### Abschlusstabelle der zweiten Runde
| Pl. | Land          | Sp. | S | U | N | Tore    | Diff. | Punkte |
| --- | ------------- | --- | - | - | - | ------- | ----- | ------ |
| 1.  | Saudi-Arabien | 8   | 6 | 2 | 0 | 022:400 | +18   | 20     |
| 2.  | Usbekistan    | 8   | 5 | 0 | 3 | 018:900 | +9    | 15     |
| 3.  | Palästina     | 8   | 3 | 1 | 4 | 010:100 | ±0    | 10     |
| 4.  | Singapur      | 8   | 2 | 1 | 5 | 007:220 | −15   | 07     |
| 5.  | Jemen         | 8   | 1 | 2 | 5 | 006:180 | −12   | 05     |

### Dritte Runde
| Datum      | Spielort           | Gastgeber     |   | Gast          | Ergebnis  | Torschützen für Saudi-Arabien                         |
| ---------- | ------------------ | ------------- | - | ------------- | --------- | ----------------------------------------------------- |
| 02.09.2021 | Riad               | Saudi-Arabien | – | Vietnam       | 3:1 (0:1) | Salem al-Dawsari, Yasser al-Shahrani, Saleh al-Shehri |
| 07.09.2021 | Maskat             | Oman          | – | Saudi-Arabien | 0:1 (0:1) | Saleh al-Shehri                                       |
| 07.10.2021 | Dschidda           | Saudi-Arabien | – | Japan         | 1:0 (0:0) | Firas al-Buraikan                                     |
| 12.10.2021 | Dschidda           | Saudi-Arabien | – | China         | 3:2 (2:0) | Sami al-Najei (2), Firas al-Buraikan                  |
| 11.11.2021 | Sydney             | Australien    | – | Saudi-Arabien | 0:0       |                                                       |
| 16.11.2021 | Hanoi              | Vietnam       | – | Saudi-Arabien | 0:1 (0:1) | Saleh al-Shehri                                       |
| 27.01.2022 | Dschidda           | Saudi-Arabien | – | Oman          | 1:0 (0:0) | Firas al-Buraikan                                     |
| 01.02.2022 | Saitama            | Japan         | – | Saudi-Arabien | 2:0 (1:0) |                                                       |
| 24.03.2022 | Schardscha (ARE) 1 | China         | – | Saudi-Arabien | 1:1 (0:1) | Saleh al-Shehri                                       |
| 29.03.2022 | Dschidda           | Saudi-Arabien | – | Australien    | 1:0 (0:0) | Salem al-Dawsari                                      |

#### Abschlusstabelle der dritten Runde
| Pl. | Land          | Sp. | S | U | N | Tore    | Diff. | Punkte |
| --- | ------------- | --- | - | - | - | ------- | ----- | ------ |
| 1.  | Saudi-Arabien | 10  | 7 | 2 | 1 | 012:600 | +6    | 23     |
| 2.  | Japan         | 10  | 7 | 1 | 2 | 012:400 | +8    | 22     |
| 3.  | Australien    | 10  | 4 | 3 | 3 | 015:900 | +6    | 15     |
| 4.  | Oman          | 10  | 4 | 2 | 4 | 011:100 | +1    | 14     |
| 5.  | China         | 10  | 1 | 3 | 6 | 009:190 | −10   | 06     |
| 6.  | Vietnam       | 10  | 1 | 1 | 8 | 008:190 | −11   | 04     |

Die drittplatzierten Australier spielen im Juni gegen die Vereinigten Arabischen Emirate und bei einem Sieg gegen Peru um das WM-Ticket.

## Vorbereitung
| Datum      | Gegner 1       | Ergebnis | Anlass                                                 | Austragungsort  | Torschützen für Saudi-Arabien |
| ---------- | -------------- | -------- | ------------------------------------------------------ | --------------- | ----------------------------- |
| 05.06.2022 | Kolumbien      | 0:1      | Freundschaftsspiel                                     | Murcia (ESP)    |                               |
| 09.06.2022 | Venezuela      | 0:1      | Freundschaftsspiel                                     | Murcia (ESP)    |                               |
| 23.09.2022 | Ecuador        | 0:0      | Freundschaftsspiel                                     | Murcia (ESP)    |                               |
| 27.09.2022 | USA            | 0:0      | Freundschaftsspiel                                     | Murcia (ESP)    |                               |
| 22.10.2022 | Nordmazedonien | 1:0      | Freundschaftsspiel (inoff., mehr als 6 Auswechslungen) | Abu Dhabi (ARE) | Saleh al-Shehri               |
| 26.10.2022 | Albanien 2     | 1:1      | Freundschaftsspiel (inoff., mehr als 6 Auswechslungen) | Abu Dhabi (ARE) | Saleh al-Shehri (Elfm.)       |
| 30.10.2022 | Honduras       | 0:0      | Freundschaftsspiel                                     | Abu Dhabi (ARE) |                               |
| 06.11.2022 | Island 3       | 1:0      | Freundschaftsspiel                                     | Abu Dhabi (ARE) |                               |
| 10.11.2022 | Panama         | 1:1      | Freundschaftsspiel                                     | Abu Dhabi (ARE) | Haitham Asiri                 |
| 16.11.2022 | Kroatien       | 0:1      | Freundschaftsspiel                                     | Riad            |                               |

## Kader
| Pos. | Nr.     | Spieler              | Verein vor WM-Beginn | Geburtsdatum | Länderspiel- einsätze 2 | Länderspiel- tore 2 | Debüt | Letzter Einsatz | Anzahl der Spiele | Tor | Gelbe Karte | Gelb-Rote Karte | Rote Karte | WM-Teilnahmen | WM-Spiele (vor 2022) | WM-Tore (vor 2022) |
| --- | ------- | -------------------- | -------------------- | ------------ | ----------------------- | ------------------- | ----- | --------------- | ----------------- | --- | ----------- | --------------- | ---------- | ------------- | -------------------- | ------------------ |
| Tor | 21      | Mohammed al-Owais    | al-Hilal             | 10.10.1991   | 42                      | 0                   | 2013  | 16.11.2022      | 3                 |     | 1           |                 |            | 2018          | 1                    | 0                  |
| Tor | 01      | Mohammed al-Rubaie   | al-Ahli              | 14.08.1997   | 7                       | 0                   | 2020  | 27.09.2022      |                   |     |             |                 |            |               |                      |                    |
| Tor | 22      | Nawaf al-Aqidi       | al-Nassr FC          | 10.05.2000   | 0                       | 0                   | 2013  |                 |                   |     |             |                 |            |               |                      |                    |
| Abwehr | 13      | Yasser al-Shahrani   | al-Hilal             | 25.05.1992   | 73                      | 2                   | 2012  | 16.11.2022      | 1                 |     |             |                 |            | 2018          | 3                    | 0                  |
| Abwehr | 06      | Mohammed al-Breik    | al-Hilal             | 15.09.1992   | 40                      | 1                   | 2016  | 10.11.2022      | 2                 |     |             |                 |            | 2018          | 3                    | 0                  |
| Abwehr | 05      | Ali al-Bulaihi       | al-Hilal             | 21.11.1989   | 38                      | 0                   | 2018  | 16.11.2022      | 3                 |     | 1           |                 |            | 2018          | 1                    | 0                  |
| Abwehr | 02      | Sultan al-Ghanam     | al-Nassr FC          | 06.05.1994   | 24                      | 0                   | 2017  | 10.11.2022      | 3                 |     |             |                 |            |               |                      |                    |
| Abwehr | 12      | Saud Abdulhamid      | al-Hilal             | 18.07.1999   | 22                      | 1                   | 2021  | 16.11.2022      | 3                 |     | 1           |                 |            |               |                      |                    |
| Abwehr | 04      | Abdulelah al-Amri    | al-Nassr FC          | 15.01.1997   | 19                      | 1                   | 2021  | 16.11.2022      | 3                 |     | 2           |                 |            |               |                      |                    |
| Abwehr | 17      | Hassan al-Tambakti   | al-Shabab            | 09.02.1999   | 19                      | 0                   | 2019  | 16.11.2022      | 2                 |     | 1           |                 |            |               |                      |                    |
| Abwehr | 03      | Abdullah Madu        | al-Nassr FC          | 15.07.1993   | 15                      | 0                   | 2019  | 06.11.2022      | 1                 |     | 1           |                 |            |               |                      |                    |
| Mittelfeld | 10      | Salem al-Dawsari     | al-Hilal             | 19.08.1991   | 70                      | 17                  | 2012  | 16.11.2022      | 3                 | 2   | 1           |                 |            | 2018          | 3                    | 1                  |
| Mittelfeld | 07      | Salman al-Faraj      | al-Hilal             | 01.08.1989   | 72                      | 8                   | 2013  | 16.11.2022      | 1                 |     |             |                 |            | 2018          | 3                    | 1                  |
| Mittelfeld | 18      | Nawaf al-Abed        | al-Shabab            | 26.01.1990   | 54                      | 8                   | 2011  | 16.11.2022      | 2                 |     | 1           |                 |            |               |                      |                    |
| Mittelfeld | 14      | Abdullah Otayf       | al-Hilal             | 03.08.1992   | 47                      | 1                   | 2012  | 22.10.2022      |                   |     |             |                 |            | 2018          | 3                    | 0                  |
| Mittelfeld | 19      | Hattan Bahebri       | al-Shabab            | 16.07.1992   | 41                      | 4                   | 2017  | 16.11.2022      | 5                 |     | 1           |                 |            | 2018          | 3                    | 0                  |
| Mittelfeld | 23      | Mohamed Kanno        | al-Hilal             | 22.09.1994   | 38                      | 1                   | 2017  | 16.11.2022      | 3                 |     |             |                 |            | 2018          | 1                    | 0                  |
| Mittelfeld | 08      | Abdulellah al-Malki  | al-Hilal             | 11.10.1994   | 26                      | 0                   | 2019  | 16.11.2022      | 2                 |     | 2           |                 |            |               |                      |                    |
| Mittelfeld | 16      | Sami al-Najei        | al-Nassr FC          | 07.02.1997   | 16                      | 2                   | 2017  | 10.11.2022      | 1                 |     |             |                 |            |               |                      |                    |
| Mittelfeld | 15      | Ali al-Hassan        | al-Nassr FC          | 04.03.1997   | 13                      | 1                   | 2021  | 16.11.2022      | 1                 |     | 1           |                 |            |               |                      |                    |
| Mittelfeld | 24      | Nasser al-Dawsari    | al-Hilal             | 19.12.1998   | 10                      | 0                   | 2021  | 16.11.2022      | 1                 |     |             |                 |            |               |                      |                    |
| Mittelfeld | 26      | Riyadh Sharahili     | Abha Club            | 28.04.1993   | 4                       | 0                   | 2022  | 06.11.2022      | 1                 |     |             |                 |            |               |                      |                    |
| Mittelfeld | 20      | Abdulrahman al-Aboud | Ittihad FC           | 01.06.1995   | 4                       | 0                   | 2018  | 22.10.2022      | 2                 |     |             |                 |            |               |                      |                    |
| Sturm | 09      | Firas al-Buraikan    | al-Fateh SC          | 14.05.2000   | 27                      | 7                   | 2019  | 16.11.2022      | 3                 |     |             |                 |            |               |                      |                    |
| Sturm | 11      | Saleh al-Shehri      | al-Hilal             | 01.11.1993   | 19                      | 10                  | 2020  | 16.11.2022      | 3                 | 1   | 1           |                 |            |               |                      |                    |
| Sturm | 25      | Haitham Asiri        | al-Ahli              | 01.07.2001   | 6                       | 1                   | 2021  | 16.11.2022      | 1                 |     |             |                 |            |               |                      |                    |
| Trainerstab | Trainer | Hervé Renard         |                      | 30.09.1968   |                         |                     | 2019  |                 |                   |     |             |                 |            | 2018 3        | 3                    |                    |
| 1 Nummern gemäß Kaderliste der FIFA 2 Stand: 16. November 2022, gemäß Kicker Sonderheft 2022 plus soccerway.com: Saudi-Arabia 3 Als Trainer von Marokko |         |                      |                      |              |                         |                     |       |                 |                   |     |             |                 |            |               |                      |                    |

## Endrunde

### Gruppenauslosung
Für die Auslosung der Qualifikationsgruppen am 1. April 2022 war Saudi-Arabien Topf 4 zugeordnet und konnte Rekordweltmeister Brasilien, Titelverteidiger Frankreich oder Deutschland, aber nicht Gastgeber Katar oder anderen asiatischen Mannschaften zugelost werden. Die Mannschaft trifft in der Gruppe C  auf Ex-Weltmeister Argentinien, Polen und Mexiko.  Gegen keine der drei Mannschaften haben die Saudis bei ihren vorherigen fünf WM-Teilnahmen gespielt.
Gegen Argentinien spielten die Saudis zweimal beim Bicentenary-Gold-Cup 1988, in der Gruppenphase gab es ein 2:2 und im Spiel um Platz 3 eine 0:2-Niederlage. Im Finale des König-Fahd-Pokal-Finale 1992 verloren die Saudis mit 1:3. Zudem gab es ein torloses Freundschaftsspiel. Gegen Polen gab es drei Niederlagen in Freundschaftsspielen. Gegen Mexiko verloren sie beim König-Fahd-Pokal-Gruppenspiel 1995 mit 0:2, beim FIFA-Konföderationen-Pokal 1997 mit 0:5 und beim FIFA-Konföderationen-Pokal 1999 mit 1:5. Zudem gab es noch eine Niederlage und ein torloses Remis in Freundschaftsspielen.

### Spiele der Gruppenphase / Gruppe C
| Pl. | Land          | Sp. | S | U | N | Tore    | Diff. | Punkte |
| --- | ------------- | --- | - | - | - | ------- | ----- | ------ |
| 1.  | Argentinien   | 3   | 2 | 0 | 1 | 005:200 | +3    | 06     |
| 2.  | Polen         | 3   | 1 | 1 | 1 | 002:200 | ±0    | 04     |
| 3.  | Mexiko        | 3   | 1 | 1 | 1 | 002:300 | −1    | 04     |
| 4.  | Saudi-Arabien | 3   | 1 | 0 | 2 | 003:500 | −2    | 03     |

| Di., 22. November 2022 um 13:00 Uhr (11:00 Uhr MEZ) in Lusail (Lusail Iconic Stadium)     |   |               |           |                                               |
| Argentinien                                                                               | – | Saudi-Arabien | 1:2 (1:0) | Saleh al-Shehri (48.), Salem al-Dawsari (53.) |
| Sa., 26. November 2022 um 16:00 Uhr (14:00 Uhr MEZ) in ar-Rayyan (Education City Stadium) |   |               |           |                                               |
| Polen                                                                                     | – | Saudi-Arabien | 2:0 (1:0) |                                               |
| Mi., 30. November 2022 um 22:00 Uhr (20:00 Uhr MEZ) in Lusail (Lusail Iconic Stadium)     |   |               |           |                                               |
| Saudi-Arabien                                                                             | – | Mexiko        | 1:2 (0:0) | Salem al-Dawsari (90.+5)                      |